# جيمي جاكسون (ممثل)
جيمي جاكسون (بالإنجليزية: Jamie Jackson)‏ هو ممثل أسترالي، ولد في 20 أغسطس 1970 في أستراليا.

## أعمال

### أفلام
- (2017) أعظم رجل استعراض[2]

## وصلات خارجية
- جيمي جاكسون على موقع IMDb (الإنجليزية)
- جيمي جاكسون على موقع قاعدة بيانات الفيلم (الإنجليزية)